# ویلیام والکر (دوچرخه‌سوار)
ویلیام والکر (اسپانیایی: William Walker‎؛ زادهٔ ۳۱ اکتبر ۱۹۸۵) دوچرخه‌سوار اهل استرالیا است.
وی در مسابقات کشوری و بین‌المللی در مجموع برندهٔ ۱ مدال نقره شده‌است.